# Tiro na Universíada de Verão de 2021
O tiro desportivo na Universíada de Verão de 2021 foi disputado na Escola de Esportes de Tiro de Chengdu (Chengdu Shooting Sport School), em Chengdu, na China, entre 28 de julho e 2 de agosto de 2023.

## Calendário
| Tiro      | Julho | Julho | Julho | Julho | Julho | Agosto | Agosto | Agosto | Agosto | Agosto | Agosto | Agosto | Agosto | Eventos |
| Tiro      | 27    | 28    | 29    | 30    | 31    | 1      | 2      | 3      | 4      | 5      | 6      | 7      | 8      | Eventos |
| --------- | ----- | ----- | ----- | ----- | ----- | ------ | ------ | ------ | ------ | ------ | ------ | ------ | ------ | ------- |
| Masculino |       |       |       | 2     | 1     | 1      |        |        |        |        |        |        |        | 4       |
| Feminino  |       | 2     |       |       |       | 2      |        |        |        |        |        |        |        | 4       |
| Misto     |       |       |       |       |       |        | 2      |        |        |        |        |        |        | 2       |
| Total     |       | 2     |       | 2     | 1     | 3      | 2      |        |        |        |        |        |        | 10      |

|  | Dia de competição |  | Dia de final |

## Medalhistas

### Masculino
| Evento                     | Ouro       | Prata      | Bronze     |
| Individual                 | Individual | Individual | Individual |
| -------------------------- | ---------- | ---------- | ---------- |
| Carabina de ar 10m         |            |            |            |
| Carabina três posições 50m |            |            |            |
| Pistola de ar 10m          |            |            |            |
| Tiro rápido 25m            |            |            |            |

### Feminino
| Evento                     | Ouro       | Prata      | Bronze     |
| Individual                 | Individual | Individual | Individual |
| -------------------------- | ---------- | ---------- | ---------- |
| Carabina de ar 10m         |            |            |            |
| Carabina três posições 50m |            |            |            |
| Pistola de ar 10m          |            |            |            |
| Pistola livre 25m          |            |            |            |

### Misto
| Evento         | Ouro   | Prata  | Bronze |
| Equipe         | Equipe | Equipe | Equipe |
| -------------- | ------ | ------ | ------ |
| Carabina de ar |        |        |        |
| Pistola de ar  |        |        |        |